# Enxara do Bispo
Enxara do Bispo era una freguesia portuguesa del municipio de Mafra, distrito de Lisboa.

## Historia
Fue suprimida el 28 de enero de 2013, en aplicación de una resolución de la Asamblea de la República portuguesa promulgada el 16 de enero de 2013 al unirse con las freguesias de Gradil y Vila Franca do Rosário, formando la nueva freguesia de Enxara do Bispo, Gradil e Vila Franca do Rosário.